# Fase de Classificació de la Copa del Món de Rugbi 1991
A la Copa del món de Rugbi de 1991, per primera es va usar un sistema de classificació per determinar els equips que competirien a la fase final del torneig, oblidant el sistema d'invitació de 4 anys. Això va fer augmentar el nombre de participants fins a trenta-tres països. Concretament, els vuit quart-finalistes de 1987 es van classificar automàticament, mentre que vint països restants van haver de jugar una fase prèvia de classificació per assolir una de les vuit places restants.
 

## Equips Classificats
| - Africa - Zimbàbue (Africa 1) - Europa - Anglaterra (classificació directa) - França (classificació directa) - Irlanda (classificació directa) - Itàlia (Europa 1) - Romania (Europa 2) - Escòcia (classificació directa) - Gal·les (classificació directa) | - Amèrica - Argentina (Amèrica 2) - Canadà (Amèrica 1) - Estats Units (Amèrica 3) - Oceania and Àsia - Austràlia (classificació directa) - Fiji (classificació directa) - Japó (Oceania/Àsia 2) - Nova Zelanda (classificació directa) - Samoa (Oceania/Àsia 1) |

## Classificació directa
Tant els amfitrions, com els equips que havien arribat als quarts de final de l'edició de 1987 obtenien la classificació directa.
- Anglaterra (Quart-finalista i amfitrió)
- Fiji (Quart-finalista)
- Irlanda (Quart-finalista i amfitrió)
- Escòcia (Quart-finalista i amfitrió)
- Austràlia (Semifinalista)
- Gal·les  (Semifinalista i amfitrió)
- França (Finalista i amfitrió)
- Nova Zelanda (Campió)

## Classificació regional
La resta d'equips van haver d'aconseguir la plaça mitjançant un torneig previ diferenciat a quatre zones diferents, les quals tenien un nombre de places assignat:
- Àfrica tenia 1 plaça
- Europa tenia 2 places
- Àsia i Oceania tenien 2 places
- Amèrica tenia 3 places

### Africa
- Zimbàbue (Africa 1)

### Europa
- Itàlia (Europa 1)
- Romania (Europa 2)

### Àsia i Oceania
- Samoa (Àsia/Oceania 1)
- Japó (Àsia/Oceania 2)

### Amèrica
- Canadà (Amèrica 1)
- Argentina (Amèrica 2)
- Estats Units (Amèrica 3)